# Maytag 20 HP
Der Maytag 20 HP ist ein Personenkraftwagen. Hersteller war die Maytag-Mason Motor Car Company aus den USA.

## Beschreibung
Das Modell stand nur 1911 im Angebot und löste den Mason 24 HP ab.
Es hat einen wassergekühlten Zweizylindermotor. 5,0625 Zoll (128,5875 mm) Bohrung und 5 Zoll (127 mm) Hub ergeben 3298 cm³ Hubraum. Der Motor leistet 20 PS.
Der Ottomotor treibt über eine Kardanwelle die Hinterachse an. Der Radstand beträgt je nach Quelle 2438 mm oder 2540 mm. Als Leergewicht sind 794 kg angegeben.
Drei verschiedene Karosseriebauformen standen zur Auswahl: Model A als Runabout für 1250 US-Dollar, Model B als Toy Tonneau genannter Tourenwagen für 1300 Dollar und Model C als Tourenwagen für 1350 Dollar.
Nachfolger wurde der Mason 20 HP.

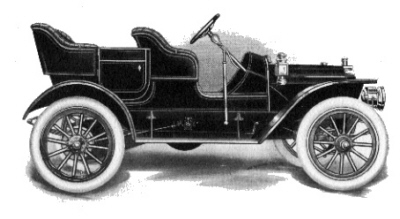
Model B als Toy Tonneau
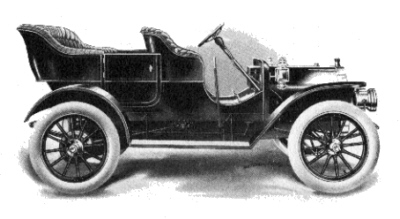
Model C als Tourenwagen